# Sphaerodactylus plummeri
Espèce
Sphaerodactylus plummeri est une espèce de geckos de la famille des Sphaerodactylidae.

## Répartition
Cette espèce est endémique d'Hispaniola.

## Étymologie
Cette espèce est nommée en l'honneur de Nicholas Plummer qui a collecté l'holotype.

## Publication originale
- Thomas & Hedges, 1992 : An unusual new Sphaerodactylus from Hispaniola (Squamata, Gekkonidae). Journal of Herpetology, vol. 26, n. 3, p. 289-292 (texte intégral).